# Velika Plana
Velika Plana (Велика Плана) è una città e una municipalità del distretto di Podunavlje nel nord della Serbia centrale. Il fiume Velika Morava la attraversa e va a confluire poi nel Danubio nei pressi della capitale Belgrado.

## Amministrazione

### Gemellaggi
Velika Plana è gemellata con:
- Conselice[2]